# 다발성 경화증
다발성 경화증(多發性硬化症, 영어: multiple sclerosis, MS)은 뇌와 척수 축삭 주변의 지방성 말이집을 감싸는 부분이 손상을 입어서 탈수질환과 흉터형성으로 이어지는 염증 질환이다. 이 질병은 보통 20-40세의 성인에게 발생하며, 특히 여성에게 일반적이다. 이 질환은 1868년에 장 마르탱 샤르코가 처음 기술하였다.

## 발병 및 역학
다발성 경화증은 주로 20-40세에 흔히 발병하며 10세 이전이나 60세 이후에는 거의 생기지 않는다. 또한 여자의 발병률이 남자보다 1.4-3.1배 정도 높다. 인종에 따르면 동양인이나 흑인에 비해 유럽계 백인에서 빈번하게 발생한다. 지역적으로 보면 북미나 유럽 등지에서 발병률이 인구 10만명 당 100-200명 꼴로 많으며, 특히 위도 45-60도 사이에서 가장 높은 발병률을 보이고 적도 부근에서는 발병률이 낮아지는 양상을 보인다. 특히 이주 연구에 따르면 다발성 경화증의 발병에 환경적 요인이 관여함을 알 수 있다. 다발성 경화증 고위험 지역에서 저위험 지역으로 이주한 사람에게서 발병이 감소하였으며, 특히 15세 이전에 이주한 경우 새로 이주한 곳의 위험도를, 15세 이후에 이주한 경우 이주하기 전 원래 지역의 위험도를 따르는 것이 밝혀졌다.
고대 북유럽 스웨덴 바이킹 족에게서 발병되었으며 바이킹족이 무역한 곳에서도 발병되었다. 자가 면역 질환으로 여겨지며 엡스타인-바 바이러스가 원인일 가능성이 꾸준히 제기된다.

## 병리

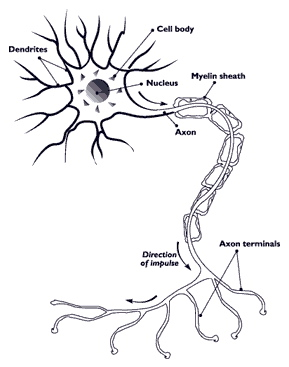
신경 세포의 모습. 축삭(axon)을 둘러싸고 있는 말이집(myelin sheath)

다발성 경화증의 특징적인 조직학적 소견은 백질 내 혈관 주위의 염증세포 침윤이다. 이러한 중추신경계의 침윤은 자가면역 체계의 이상으로 인한 것으로 추정되며, 어떠한 면역 체계에 의해 이러한 현상이 일어나는지에 대해서는 여러 가설이 있으나 정확하게 밝혀지지는 않았다. 다만 면역병리적으로 보았을 때 자가반응성 전염증성 T 세포(autoreactive pro-inflammatory T cell)가 어떠한 주요한 역할을 하는 것으로 밝혀졌다. 이러한 T 세포는 중추신경계 밖에서 활성화 된 뒤 부착분자 등에 의해 혈액 뇌 장벽을 통과하여 중추신경계로 유입되게 된다. 이렇게 유입된 염증세포는 미세아교세포(microglia)에 의해 발현된 수많은 항원을 만나 재활성화 되고 더 많은 염증세포가 중추신경계로 유입되도록 하여(면역연쇄증폭반응, immune cascade reaction) 지속적인 말이집 파괴를 일으킨다.

## 증상
다발성 경화증의 병소는 중추신경계의 여러 부위에 있을 수 있으며 병소의 위치에 따라 여러 가지 신경학적 이상 소견을 보일 수 있다. 다발성 경화증에 특이적인 증상은 없으며, 사람마다 모두 다르고 또 동일한 사람이더라도 시간, 증상의 정도, 기간에 따라 다르다. 흔한 징후로는 레미테 징후(Lhemitte sign)이 있다. 이는 목을 구부리면 척수를 따라 전기가 오르는 듯한 느낌을 받는 것을 말하며 말이집의 탈락이 일어난 신경섬유의 자극으로 인한 것으로 알려져 있다.
병소의 위치에 따라 나타나는 증세 중 흔한 것으로는 시신경의 손상에 의한 한쪽 눈의 실명, 겉질척수로(corticospinal tract)의 손상에 의한 운동 장애 및 마비, 체성감각신경의 손상, 안측세로다발(medial longitudinal fasciculus, MLF)의 손상에 의한 복시(겹쳐보임), 전정기관의 손상으로 인한 어지러움 등이 있다.

## 유형

다발성 경화증의 유형

다발성 경화증은 여러 증상들의 악화와 완화를 반복하게 된다. 가장 일반적인 유형은 재발-완화반복성 다발성경화증(relapsing-remitting MS)이다. 이것이 진행되어 신경계의 손상이 축적되고 회복은 더뎌지게 되면 만성 퇴행성 질환과 같은 양상으로 지속적으로 악화되는데 이것을 이차진행성 다발성경화증(secondary progressive MS)라고 한다. 발병 후 처음부터 뚜렷한 재발 없이 점진적으로 진행하는 경우는 일차진행성 다발성경화증(primary progressive MS)라고 한다.

## 진단
진단 기준으로는 맥도날드 기준(McDonald Criteria)가 있다. 이는 임상적 진단에 덧붙여 자기공명영상 결과를 포함하여 진단한다.

## 치료
다발성 경화증의 치료는 크게 급성기 치료, 장기적 질병 완화 치료, 대증요법이 있다.

## 추가 문헌
- Langgartner M, Langgartner I, Drlicek M (2005년 4월). “The patient's journey: multiple sclerosis”. 《BMJ》 330 (7496): 885–8. doi:10.1136/bmj.330.7496.885. PMC 556161. PMID 15831874.